# Bill Richardson
Pour les articles homonymes, voir Richardson.
William Blaine Richardson III, dit Bill Richardson, né le 15 novembre 1947 à Pasadena (Californie) et mort le 1er septembre 2023 à Chatham (Massachusetts), est un homme politique américain.
Membre du Parti démocrate, il est représentant fédéral du Nouveau-Mexique entre 1983 et 1997, ambassadeur auprès des Nations unies de 1997 à 1998 et secrétaire à l'Énergie des États-Unis de 1998 à 2001 durant la présidence de Bill Clinton, puis gouverneur du Nouveau-Mexique de 2003 à 2011.
Il est l'un des candidats à l'investiture démocrate pour l'élection présidentielle de 2008, renonçant le 10 janvier 2008, après la primaire du New Hampshire.

## Biographie

### Enfance et études
Bill Richardson est né le 15 novembre 1947 à Pasadena en Californie. Son père William Blaine Richardson Jr., né en 1891 et décédé en 1972 était un banquier né au Nicaragua, originaire de Boston par son père et du Mexique par sa mère ; il vécut et travailla pendant des décennies à Mexico. Sa mère, María Luisa López-Collada Márquez était une Mexicaine, née en 1914 en Espagne et dont la famille émigra au Mexique. La mère de Bill Richardson était venue en Californie juste pour accoucher car comme il l'expliqua, son père était complexé de ne pas être né aux États-Unis. Trois des grands-parents de Richardson sont donc mexicains ; il s'identifie lui-même comme étant de culture hispanique.
Bill Richardson passe son enfance à Mexico avant d'être envoyé dans une école secondaire à Concorde, à côté de Boston. Il intégra ensuite l’université Tufts, où il se fit remarquer par ses performances au baseball. Il faillit d'ailleurs être engagé en 1966 par la Ligue majeure de baseball. Il sortit de l'université diplômé en français et en sciences politiques, puis obtint une maîtrise de relations internationales et de droit de la Tufts' Fletcher School of Law and Diplomacy.

### Carrière politique
Bill Richardson travailla d'abord au département d'État des États-Unis avant d'être membre de la Commission des relations internationales du Sénat des États-Unis. En 1978, il s'installa à Santa Fe, où il finit par être élu député à la Chambre des représentants des États-Unis et où il fut durant quinze ans un spécialiste en relations internationales.
En 1997, Bill Clinton le nomma ambassadeur aux Nations unies puis en 1998, le nomma secrétaire à l'Énergie des États-Unis.

#### Gouverneur du Nouveau-Mexique
En novembre 2002, Richardson fut élu gouverneur du Nouveau-Mexique avec 56 % des voix contre 39 % au candidat républicain John Sanchez. Il succéda au gouverneur républicain Gary Johnson en janvier 2003, devenant alors le seul gouverneur hispanique des États-Unis.
Il mit en place un programme de baisse d'impôts pour promouvoir, avec un certain succès, les investissements et la croissance économique d'un État relativement pauvre. En décembre 2005, il était le onzième gouverneur le plus populaire du pays, avec un taux d'approbation de 64 %, ex æquo avec les gouverneurs Janet Napolitano de l'Arizona et Richard Codey du New Jersey. En novembre 2006, Bill Richardson fut réélu avec 68 % des suffrages contre 32 % au républicain John Dendhal.
Le 18 mars 2009, le Nouveau-Mexique est le quinzième État des États-Unis à abolir la peine de mort.

### Une ambition présidentielle
En janvier 2007, Bill Richardson se déclara candidat à l'investiture démocrate pour l'élection présidentielle américaine de 2008. Le 21 mai 2007, il officialisa sa candidature à l'investiture et sa course pour les primaires du printemps 2008.
Arrivé quatrième lors du caucus de l'Iowa et lors de la primaire du New Hampshire, au début de l'année 2008, avec des scores décevants de 2,1 % et 5 %, son entourage annonça son retrait de la course à l'investiture démocrate dans la journée du 10 janvier 2008, faute de soutiens et de financements et bien que sa spin doctor soit l'une des plus renommées du milieu.
Le 3 décembre, le président élu Barack Obama annonça sa nomination dans le futur cabinet présidentiel comme secrétaire au Commerce des États-Unis. Le 4 janvier 2009, il annonça qu'il renonçait à ce poste, en raison d'une enquête visant une société en affaires avec le Nouveau-Mexique, dont il est gouverneur.

## Vie privée
Bill Richardson est marié à Barbara Flavin, qu'il a connue à l'école secondaire en 1972. Il n'a pas d'enfant.

## Affaires Judiciaires

### Affaire Epstein
Il a été mis en cause par Virginia Roberts Giuffre dans l'affaire Epstein pour avoir abusé d'elle sexuellement avec la complicité de Jeffrey Epstein et Ghislaine Maxwell. Dès 2019, Richardson faisait partie des personnes nommées dans des documents judiciaires non scellés dans le cadre d'une poursuite civile entre Virginia Roberts Giuffre et l'associée de Jeffrey Epstein, Ghislaine Maxwell.
Giuffre allègue qu'elle a été victime de traite sexuelle par Epstein et Maxwell à plusieurs personnes de haut niveau, y compris Richardson, tandis elle était mineure au début des années 2000.
Un porte-parole de Richardson a nié les allégations, déclarant qu'il ne connaissait pas Giuffre et n'avait jamais vu Epstein en présence de filles jeunes ou mineures.
Richardson a publié une déclaration en août 2019, affirmant qu'il avait offert son aide dans l'enquête sur Epstein au procureur américain du district sud de New York. En réponse, l'avocat de Richardson, Jeff Brown de Dechert LLP, a déclaré qu'il avait été informé par le procureur adjoint américain que Richardson n'était ni une cible, ni un sujet, ni un témoin dans l'affaire et qu'il n'y avait aucune allégation contre Richardson selon laquelle le gouvernement enquêtait activement.